# Hierro de turbera

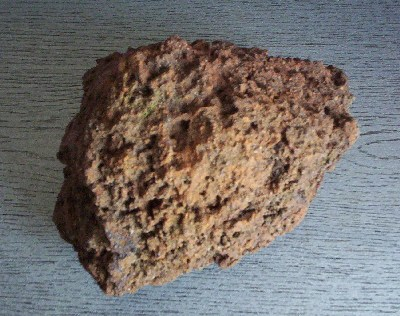
Hierro de pantano.

El hierro de turbera o hierro de pantano es una forma de depósito de hierro impuro que se desarrolla en las turberas o pantanos por la oxidación química o bioquímica del hierro transportado en solución. En general, los minerales de los pantanos consisten principalmente en oxihidróxidos de hierro, comúnmente goetita (FeO (OH)).
El agua subterránea que contiene hierro generalmente emerge como manantial. El hierro se oxida a hidróxido férrico al encontrarse con el ambiente oxidante de la superficie. El mineral de la ciénaga a menudo combina goetita, magnetita y cavidades o cuarzo teñido. La oxidación puede ocurrir a través de catálisis enzimática por bacterias de hierro. No está claro si la magnetita se precipita en el primer contacto con el oxígeno y luego se oxida a compuestos férricos, o si los compuestos férricos se reducen cuando se exponen a condiciones anóxicas al ser enterrados debajo de la superficie del sedimento y se vuelven a oxidar al exhumarse en la superficie.
El hierro del pantano, al igual que otros óxidos de hierro hidratados, tiene una afinidad específica por los metales pesados. Esta afinidad combinada con la estructura porosa y la alta superficie específica del hierro del pantano lo convierten en un buen sorbente natural. Estas propiedades combinadas con el hecho de que el hierro de los pantanos sea barato de obtener es un incentivo para su utilización en tecnologías de protección ambiental.

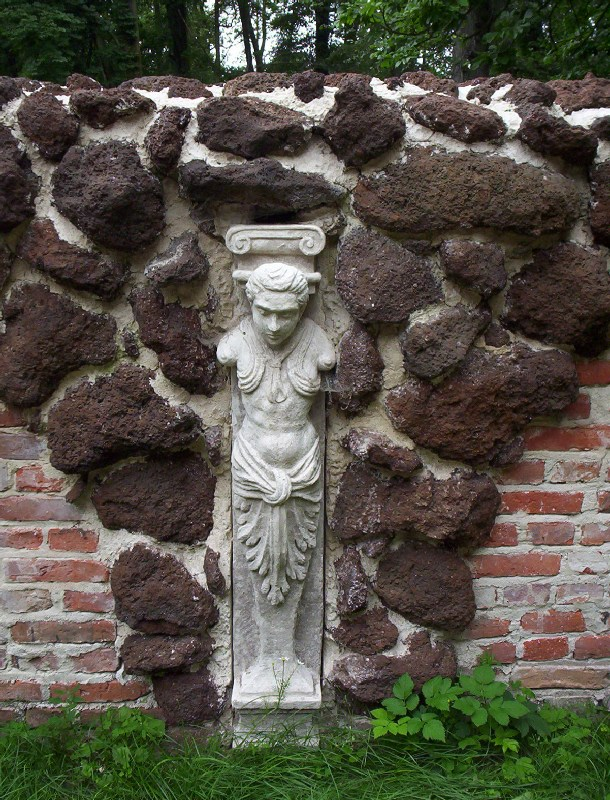
Parte del Muro con Hermai—uso del mineral de hierro de los pantanos en la arquitectura

El hierro producido a partir de mineral de hierro de pantano a menudo contiene residuos de silicatos, los cuales pueden formar un recubrimiento vidrioso que le provee cierta resistencia a la corrosión.

## Formación
El hierro es transportado a los pantanos por aguas subterráneas con bajo pH y bajo contenido de oxígeno disuelto que contienen hierro que llega a la superficie a través de manantiales, a lo largo de estructuras de fracturas o donde el agua subterránea se cruza con los flujos superficiales. El hierro en el agua luego se oxida por disolución oxígeno o, mediante catálisis enzimática por bacterias de hierro (p. ej., Thiobacillus ferrooxidans y Thiobacillus thiooxidans) que concentran el hierro como parte de sus procesos de vida. La presencia de estas bacterias puede detectarse por la película aceitosa que dejan en la superficie de la agua. Este cambio de estado de oxidación provoca la precipitación de sólidos de hierro de grano fino cerca del punto de descarga del agua subterránea. Una variedad de minerales de hierro, como goetita, magnetita, hematita, schwertmannita y hierro-aluminio amorfo -sólidos ricos en sulfato, pueden formarse a través de la oxidación del hierro ferroso en las condiciones ácidas presentes. Todos los fotosintetizadores juegan un papel doble como productores de oxígeno y, por lo tanto, como oxidantes pasivos de hierro, y como superficies a las que el hierro puede absorberse o unirse. Esto hace que las plantas acuáticas se incrusten fuertemente con un flóculo anaranjado claro de oxihidróxido de hierro cerca del punto de liberación del gas oxígeno de las plantas. Factores como la geología local, la mineralogía de la roca madre , la composición del agua subterránea y los microbios y plantas geoquímicamente activos influyen en la formación, el crecimiento y la persistencia de los pantanos de hierro. El hierro de los pantanos es un recurso renovable; el mismo pantano se puede cosechar aproximadamente una vez por generación.